# Mohamed Ben Rejeb
Mohamed Ben Rejeb (محمد بن رجب), né le 7 octobre 1943 à Kélibia, est un homme politique tunisien.

## Biographie
Né à Kélibia, il poursuit des études supérieures à la faculté des sciences de Tunis avant de faire carrière au sein de la garde nationale à partir de 1965. Dans ce cadre, il effectue des formations à l'École supérieure de gendarmerie de Belgique, puis à l'Institut supérieur de police du Caire et à l'École supérieure de police de Paris, en plus d'un stage à l'Académie internationale de police de Washington.
En 1970, il assume la responsabilité de la frontière avec la Libye puis celle de la frontière avec l'Algérie en 1973, avant d'être nommé directeur des frontières à la direction générale de la garde nationale. En 1978, il est nommé directeur de la sécurité publique au sein de la même direction puis inspecteur général des services de la garde nationale en 1979.
Il est nommé en 1980 comme gouverneur. Il exerce cette fonction pendant plus de treize ans, durant lesquels il est connu pour ses visites régulières sur le terrain et son encouragement à la culture irriguée, notamment à Sidi Bouzid, où le forage de puits au cours de son mandat atteint un nombre excessif, menaçant ainsi d'épuisement la nappe phréatique mais contribuant au développement de l'agriculture dans ce gouvernorat. Durant sa carrière, il occupe les postes suivants :
- Gouvernorat de Sidi Bouzid : 8 mai 1980-24 juillet 1986 ;
- Gouvernorat de Siliana : 24 juillet 1986-13 février 1988 ;
- Gouvernorat de Gafsa : 13 février 1988-2 juillet 1991 ;
- Gouvernorat de Bizerte : 2 juillet 1991-15 juin 1993.

Le 13 juin 1993, il est nommé ministre de l'Agriculture, en remplacement de Mouldi Zouaoui, dans le gouvernement Karoui.
Lors du remaniement du 22 janvier 1997, il est remplacé à ce poste par Mabrouk Bahri et devient ministre de l'Intérieur, en remplacement de Mohamed Jegham. Le 9 octobre 1997, il est remplacé par Ali Chaouch dans le même gouvernement. Il est nommé par la suite à la tête d'entreprises publiques. En 2015, le chef du gouvernement Habib Essid fait appel à lui en tant que conseiller.